# 신바이칭
신바이칭(중국어: 辛柏青, 병음: Xīn Bǎiqīng, 한자음: 신백청, 1973년 6월 20일 ~ )은 중국의 영화 배우, 텔레비전 배우, 연극 배우이다. 베이징시에서 태어났으며 중앙희극학원을 졸업했다.

## 방송
- 미호생활
- 식부적미호선언

## 영화
- 5일의 마중 (2014년)
- 식부적미호선언 (2012년)
- 대상해 (2012년)
- 기성 오청원 (2007년)
- 호동리적광 (2007년)
- 작은 마을의 봄 (2002년)